# مغالطة الشروط الأربعة
مغالطة الشروط الأربعة (باللغة اللاتينية quaternio terminorum، وباللغة الإنجليزية Fallacy of four terms) هي مغالطة صورية تحدث عندما يكون للقياس أربعة شروط (أو أكثر) بدلا من الثلاثة شروط الرئيسية. بالتالي فإن هذه الصورة من الحجة باطلة.

## التعريف
للقياسات التامة ثلاثة شروط دائما:
المقدمة الكبرى: لكل الأسماك زعانف.
المقدمة الصغرى: كل الأسماك الذهبية أسماك.
الاستنتاج: لكل الأسماك الذهبية زعانف.
هنا نجد أن الشروط الثلاثة هي: الأسماك الذهبية والأسماك والزعانف.
استخدام أربعة شروط يجعل القياس باطلا:
المقدمة الكبرى: لكل الأسماك زعانف.
المقدمة الصغرى: كل الأسماك الذهبية أسماك
الاستنتاج: لكل البشر زعانف.
لا تربط المقدمات بين البشر وبين الزعانف، لذا فإن المنطق هنا باطل. لاحظ أيضا أنه هناك أربعة شروط هنا هي: الأسماك والزعانف والأسماك الذهبية والبشر. لا تكفي مقدمتان للربط بين أربعة شروط، لأنه لكي تكون ارتباطا، لا بد من أن يكون هناك شرط مشترك بين مقدمتين.
في التبرير اليومي، تحدث مغالطة الشروط الأربعة غالبا من خلال التباس لفظي: استخدام نفس الكلمة أو العبارة ولكن بمعنى مختلف كل مرة، مما يخلق شرطا رابعا على الرغم من استخدام ثلاث كلمات فقط:
المقدمة الكبرى: لا شيء أفضل من السعادة الأبدية.
المقدم الصغرى: ساندوتش اللحم أفضل من لا شيء.
الاستنتاج: ساندوتش اللحم أفضل من السعادة الأبدية.
لكلمتي «لا شيء» في المثال السابق معنيان مختلفان، فعبارة «لا شيء أفضل» تعني أن الشيء المذكور له أعلى قيمة ممكنة، بينما «أفضل من لا شيء» تدل على أن الشيء الموصوف له قيمة ما. بالتالي «لا شيء» تعمل هنا كشرطين مختلفين، وبالتالي تؤدي إلى مغالطة الشروط الأربعة.
مثال آخر أكثر مراوغة عن الالتباس اللفظي:
المقدمة الكبرى: يلمس القلم الورقة.
المقدمة الصغرى: تلمس اليد القلم.
الاستنتاج: تلمس اليد الورقة.
هنا يجب ملاحظة أن «لمس القلم» لا تساوي «القلم»، حتى لا نكون مغالطة الشروط الأربعة وشروطها: اليد ولمس القلم والقلم ولمس الورقة. الصورة الصحيحة لهذه الحجة هي:
المقدمة الكبرى: كل ما يلمس القلم، يلمس الورقة.
المقدمة الصغرى: تلمس اليد القلم.
الاستنتاج: تلمس اليد الورقة.
هنا تم إلغاء وجود عنصر أو شرط القلم مما يترك ثلاثة شروط فقط. لاحظ أن هذه الحجة الآن صحيحة ولكنها ليست حقيقية لأن المقدمة الكبرى ليست صحيحة.
تنطبق مغالطة الشروط الأربعة أيضا على القياسات التي تحتوي على خمسة أو ستة شروط.

## اختزال الشروط
أحيانا يمكن ترجمة القياس الخاطئ بوضوح لاحتوائه على أكثر من ثلاثة شروط، يمكن ترجمته إلى قياس بديل صحيح يحتوي على ثلاثة شروط فقط. على سبيل المثال:
المقدمة الكبرى: لا بشري غير فانٍ.
المقدمة الصغرى: كل اليونانيين بشر (ناس).
الاستنتاج: كل اليونانيين فانون.
يحتوي هذا القياس بوضوح على خمسة شروط هي: البشر والناس وغير الفانين والفانون واليونانيون، إلا أنه يمكن إعادة كتابته كقياس منطقي أساسي من خلال استبدال الكلمات المتطابقة في المعنى مثل البشر والناس، ثم اختزال الشرط المنفي «غير فانٍ» في المقدمة الأولى باستخدام الاستدلال المباشر، أي أن «لا بشري غير فانٍ» تساوي «كل البشر فانون».